# ジョン・カディ
ジョン・フランシス・カディ(John Francis Cuddy)はジェレマイア・ヒーリィ作のハードボイルド派推理小説の主人公で、ボストンに事務所を構える私立探偵。
ベトナム戦争にMPとして従軍した経験を持ち、帰国後妻と死別。保険会社に勤務していたが、不正な調査書類に署名するのをこばんだため解雇され、探偵事務所を開くことになる。

## 登場作品
- 1984年 「少年の荒野」
- 1986年 「つながれた山羊
- 1987年 「消された眠り」
- 1988年 「死の跳躍」
- 1989年 「ニュースが死んだ街」
- 1991年 「死を選ぶ権利」
- 1922年 「別れの瞳」
- 1993年 「湖畔の四人」